# Jacques Foacier
Jacques Foacier (ou Fouassier), mort à Paris le 14 mars 1736, est un peintre et pastelliste français.

## Biographie
Jacques Foacier est le fils de Louis Foacier, notaire à Sens, et de Marie Hattin du Buisson.
Jacques Foacier obtient un deuxième prix de Rome en peinture en 1684, sur le thème Enos fils de Seth, commence à invoquer le nom du seigneur.
Peintre du roi, il est fait membre de l'Académie à titre posthume.